# The Naked Spur
The Naked Spur is een Amerikaanse western uit 1953 met in de hoofdrollen James Stewart en Janet Leigh. 
De film was genomineerd voor een Oscar voor het Beste originele scenario en werd in 1997 opgenomen in het National Film Registry. The Naked Spur werd door de kritiek goed ontvangen en was een groot succes in de bioscopen in 1953. 
James Stewart en regisseur Anthony Mann werkten samen aan vijf westerns: Winchester '73 (1950), Bend of the River (1952), The Far Country (1954), The Man from Laramie (1955) en The Naked Spur.

## Verhaal
In de Rock Mountains in Canada werkt de oude goudzoeker Jesse Tate. Op een dag wordt hij benaderd door Howard Kemp die zegt afkomstig te zijn uit Kansas en op zoek is naar Ben Vandergroat, de moordenaar van een US Marshal. Kemp biedt de oude man twintig dollar als hij hem wil helpen de moordenaar te vinden. Als Tate het aanbod accepteert gaan ze op weg, om vrijwel gelijk in een hinderlaag te lopen. Een lawine van stenen komt naar beneden en Kemp schiet tevergeefs op Vandergroat. De schoten alarmeren luitenant Roy Anderson die aanbiedt hen te helpen. Anderson weet de berg te beklimmen waar Vandergroat zich schuil houdt. Als hij de bandiet benadert wordt Anderson echter van achteren aangevallen door Lina Patch, de vriendin van Vandergroat. Dankzij deze afleiding kan de bandiet Anderson nu ook aanvallen. Beide mannen worstelen met elkaar totdat Kemp en Tate boven op de berg komen en Vandergroat overmeesteren. Tot zijn verbazing hoort de oude goudzoeker van de bandiet dat er een beloning van 5000 dollar op zijn hoofd staat. Hij neemt geen genoegen met de 20 dollar en eist dat Anderson en hij delen in de beloning. Kemp moet wel toegeven en het groepje met de gevangen bandiet gaat op weg naar Abilene. Maar Vandergroat geeft nog niet op, hij probeert tweedracht te zaaien tussen de drie mannen. Zo werpt hij zich op als Lina's beschermer tegen de avances van Anderson, bespot Kemp als een oridinaire premiejager en zinspeelt op een vrouw uit diens verleden. De volgende morgen merkt het gezelschap dat ze worden achtervolgd door Blackfootindianen. Het blijkt dat Anderson misbruik heeft gemaakt van de dochter van het opperhoofd van de stam. De indianen benaderen het gezelschap aanvankelijk vreedzaam, maar als Anderson hun leider aanvalt, ontstaat er een vuurgevecht waarbij de indianen omkomen en Kemp gewond raakt aan zijn been. Die nacht verpleegt Lina de gewonde Kemp die ligt te ijlen van de koorts. Hij noemt het meisje "Mary" en zegt dat hij haar na de oorlog zal trouwen. Vandergroat vertelt het gezelschap dat Kemp ooit een ranch met vee bezat. Nadat hij zich als vrijwilliger had aangemeld om mee te vechten in de Amerikaanse Burgeroorlog had hij de ranch overgedragen aan Mary. Na zijn terugkeer uit de oorlog bleek dat Mary de ranch en het vee verkocht had en ervandoor was met een andere man. Ondanks de verwonding van Kemp rijdt het gezelschap de volgende dag verder. Vandergroat merkt dat Kemp verliefd raakt op Lina en vraagt het meisje om haar charmes te gebruiken en hem af te leiden. Lina aarzelt, maar is bang dat Vandergroat Kemp zal doden als ze niet meewerkt. Als Anderson en Tate slapen, praat Kemp over zijn ranch met Lina en al snel kussen ze elkaar. Vandergroat ziet zijn kans schoon en doet een ontsnappingspoging. Maar Anderson houdt hem tegen en zegt dat ze het beste Vandergroat kunnen doden. Maar Kemp wil hier niet van horen en al snel raken hij en Anderson hierover in gevecht. Ondertussen haalt Vandergroat Tate over hem te helpen ontsnappen in ruil voor een goudmijn. Die nacht knijpen Tate en Vandergroat ertussenuit en nemen Lina mee. Als ze bij de weg komen schiet Vandergroat Tate dood en sleurt Lina een klif op. Als hij op de naderende Kemp en Anderson wil schieten, grijpt Lina naar het geweer. Hoewel ze weinig kan aanrichten, mist de bandiet wel. Kemp doet een spoor af en beklimt de klif. Eenmaal boven werpt hij de spoor in het gezicht van Vandergroat, net op dat moment komt Anderson van de andere kant en doodt de bandiet. Het lichaam van Vandergroat valt van de klif in een snelstromende rivier. Zonder lijk, geen beloning en Anderson verdrinkt in een poging het lichaam te achterhalen. Met een lasso weet Kemp het lijk van Vandergroat naar de kant te krijgen en over zijn paard te leggen. Maar als Lina zegt dat ze ondanks al het bloedvergieten met hem mee zal gaan, realiseert Kemp zich hoe diep hij gezonken is. Hij begraaft het lichaam en rijdt met Lina weg. 

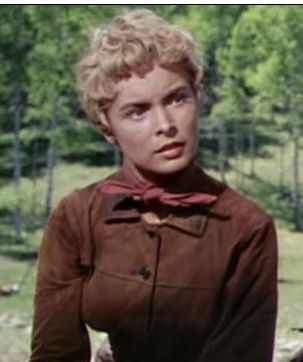
Janet Leigh

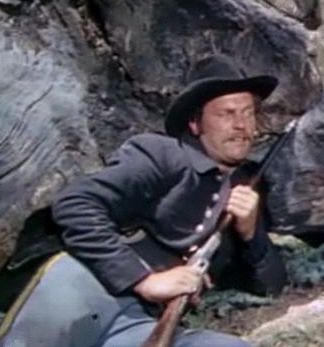
Ralph Meeker

## Rolverdeling

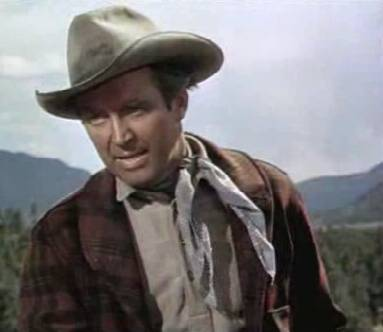
James Stewart

| Acteur           | Personage       |
| ---------------- | --------------- |
| James Stewart    | Howard Kemp     |
| Janet Leigh      | Lina Patch      |
| Robert Ryan      | Ben Vandergroat |
| Ralph Meeker     | Roy Anderson    |
| Millard Mitchell | Jesse Tate      |

## Productie

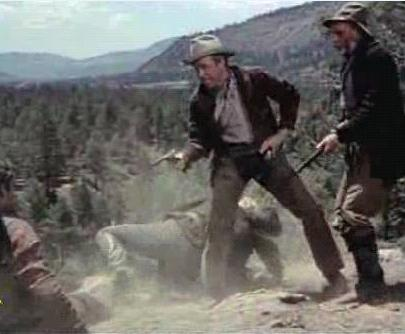
een vuurgevecht

De film werd op locatie opgenomen in Colorado in Durango, de Rocky Mountains en San Juan Mountains en in Lone Pine, Californië. Aanvankelijk was Richard Widmark aangezocht voor de rol van Vandergroat, maar hij werd vervangen door Robert Ryan die was geleend van RKO. Tijdens de opnamen verbleven de acteurs in luxe hutten zo'n 20 kilometer buiten Durango, Colorado. Stewart had samen met zijn vrouw Gloria een eigen accommodatie. Volgens Janet Leigh in haar biografie There really was a Hollywood, was Stewart altijd aardig op de set en een professional. Toen er bijvoorbeeld problemen waren met de belichting en sommige scènes niet opgenomen konden worden, mocht Stewart als de ster alvast weg. Er zouden alleen nog zogenaamde overshoots gemaakt worden, waarbij de acteur niet echt nodig was. Maar Stewart weigerde te gaan en bleef de hele middag aanwezig om zijn teksten uit te spreken terwijl de camera gericht was op Janet Leigh of Robert Ryan.

## Trivia
In de film is sprake van een beloning van 5000 dollar. Toen Allan Ullman het scenario van The Naked Spur tot een roman bewerkte (New York, 1953) deed hij onderzoek naar details uit de film. Hij ontdekte dat de hoogste beloning in het Wilde Westen rond 1870 niet meer was dan 800 dollar.